# James Monroe (1799–1870)
James Monroe (ur. 10 września 1799 w hrabstwie Albemarle, zm. 7 września 1870 w Orange) – amerykański polityk, członek Partii Wigów.

## Działalność polityczna
W okresie od 4 marca 1839 do 3 marca 1841 przez jedną kadencję był przedstawicielem 3. okręgu wyborczego (miejsce C) w stanie Nowy Jork w Izbie Reprezentantów Stanów Zjednoczonych. W 1850 i 1852 zasiadał w New York State Senate.
Był bratankiem prezydenta Jamesa Monroego.